# Zalmoxida gibbera
Zalmoxida gibbera is een hooiwagen uit de familie Petrobunidae.